# Parc Jacob Riis
Le parc Jacob Riis (en anglais : Jacob Riis Park) est un parc littoral situé dans la partie sud-ouest de la péninsule de Rockaway, dans le quartier du Queens à New York. Il se trouve au pied du Marine Parkway Bridge, à l'est de Fort Tilden (en) et à l'ouest du Neponsit (en) et de Rockaway Beach (en).
Nommé d'après le journaliste Jacob Riis, il dispose d'une vaste plage de sable le long de la côte de l'océan Atlantique et de plusieurs structures historiques Art déco.
Pendant la Première Guerre mondiale, le site a été utilisé sous le nom de Rockaway Naval Air Station, l'une des premières stations aéronavales des États-Unis et, en 1919, le point de départ du premier vol transatlantique.
Le quartier historique de Jacob Riis Park a été inscrit au registre national des lieux historiques en 1981.